# Ekumeniczna Wspólnota Katolicka
Ekumeniczna Wspólnota Katolicka (Ecumenical Catholic Communion) – międzynarodowa konfederacja autokefalicznych diecezji i wspólnot (parafii) katolickich, inspirowanych ruchem starokatolickim, zrzeszająca wspólnoty o poglądach zwanych reformowanym katolicyzmem.

## Charakterystyka
Kościoły zrzeszone w EWK charakteryzują się ustrojem synodalno-episkopalnym. Synod zawsze składa się z trzech izb: świeckich, duchownych i biskupów, a decyzje podejmowane są przez konsensus tych trzech głosów. EWK wyznaje wiarę Kościoła katolickiego pierwszego tysiąclecia, praktykują gościnność eucharystyczną wobec wszystkich chrześcijan, udziela sakrament święceń kobietom oraz błogosławi związki osób tej samej płci.
Liturgie w parafiach sprawowane są zazwyczaj według własnych rytów, lokalne komisje liturgiczne przygotowują teksty modlitw lub własne księgi liturgiczne.
Zwierzchnikiem Ekumenicznej Wspólnoty Katolickiej jest wybierany przez Synod na czteroletnią kadencję Biskup Przewodniczący. Obecnie zwierzchnikiem jest Biskup Paul Burson.

## Historia
Pierwsza parafia ekumenicznych katolików to parafia św. Mateusza, która powstała w latach 80. XX wieku w Kalifornii (USA).
W roku 2003 wspólnoty, 11 parafii, które do tej pory korzystały z posługi biskupiej proboszcza parafii św. Mateusza, biskupa Piotra E. Hickmana, byłego pastora baptystycznego, który nawrócił się na katolicyzm, podjęły decyzję o zacieśnieniu współpracy, przygotowały i podpisały Konstytucję Ekumenicznej Wspólnoty Katolickiej oraz powołały do istnienie zorganizowaną Wspólnotę.
W roku 2011 Wspólnota rozszerzyła swoją działalność na Europę.
Obecnie EWK zrzesza ponad 10 000 członków we wspólnotach w USA, Belgii, Polsce, Litwie, Meksyku i Indiach. Jest stałym członkiem Narodowej Rady Kościołów oraz Światowej Pomocy Kościelnej.
W Polsce Ekumeniczną Wspólnotę Katolicką reprezentuje Reformowany Kościół Katolicki w Polsce.

## Doktryna i duchowość
Doktryna starokatolicka opiera się na nauce niepodzielonego Kościoła powszechnego pierwszych wieków, ujętej w ustaleniach Soborów Ekumenicznych. Ekumeniczni katolicy najwyższą cześć oddają Bogu, wyznają wiarę w Trójce Świętą, praktykują siedem sakramentów, wierzą w realną obecność Ciała i Krwi Pańskiej w Eucharystii, zaś komunia jest udzielana pod dwiema postaciami: chleba i wina. Kościoły umożliwiają spowiedź w konfesjonale, ale wiernym odpuszcza się grzechy także w trakcie Liturgii Eucharystycznej lub Liturgii pokutnej podczas spowiedzi powszechnej.
Duchownym Kościoła może być osoba (zarówno kobieta jak i mężczyzna), która ukończyła studia, jest członkiem lokalnej wspólnoty od dłuższego czasu oraz przeszła odpowiednie, kilkuletnie przygotowanie wewnątrzkościelne.
Duchowość Kościołów zrzeszonych w Ekumenicznej Wspólnocie Katolickiej jest różnorodna, choć wyróżnia się kilka głównych elementów:
- w centrum życia lokalnych wspólnot jest sprawowanie Liturgii Eucharystii;
- sakramentalna posługa uzdrawiania (sakrament spowiedzi oraz namaszczenie chorych);
- monastycyzm (tradycja Lectio Divina, Liturgia Godzin, medytacja chrześcijańska);
- zaangażowanie na rzecz sprawiedliwości społecznej oraz ekologii;
- podkreślanie potrzeby zrozumienia doktryny.